# Ruby (album)
Ruby – debiutancki solowy album studyjny południowokoreańskiej piosenkarki i raperki Jennie, który został wydany 7 marca 2025 roku przez Odd Atelier i Columbia Records. Album jest pierwszym solowym wydawnictwem Jennie po odejściu z YG Entertainment w 2023 roku. Jennie napisała i współprodukowała Ruby z wieloma współpracownikami, w tym El Guincho, Diplo czy Mike Will Made It. Album składa się z piętnastu utworów i zawiera współpracę z Childish Gambino, Doechii, Dominic Fike, FKJ, Dua Lipa i Kali Uchis, eksplorując gatunki takie jak pop, hip-hop i R&B. Temat albumu opiera się na związkach, wpływach i sukcesie Jennie.
Ruby otrzymało ogólnie pozytywne recenzje od krytyków, a pochwały dotyczyły wszechstronności, występów i żywotności Jennie jako solowej artystki, a także spójności i eksperymentalnej natury albumu. Po wydaniu album sprzedał się w ponad milionie egzemplarzy na całym świecie i zadebiutował w pierwszej dziesiątce w ponad 19 krajach, w tym w Australii, Francji, Niemczech, Holandii, Nowej Zelandii, Korei Południowej i Stanach Zjednoczonych. Ruby sprzedało się w ponad 660 tys. egzemplarzy w pierwszym tygodniu w Korei Południowej, co oznacza najwyższą sprzedaż albumu w pierwszym tygodniu dla solowej artystki k-pop w 2025 roku. Zadebiutował również na trzecim miejscu na liście UK Albums Chart, stając się najwyżej notowanym albumem solistki k-pop i remisując o najwyżej notowany album w ogóle solowej artystki k-pop.
Album był promowany przez pięć singli: „Mantra”, „Love Hangover”, „ExtraL”, „Like Jennie” i „Handlebars”. „Mantra” i „Like Jennie” znalazły się w pierwszej piątce Billboard Global 200 i na liście Circle Digital Chart w Korei Południowej oraz na szczycie list przebojów w kilku krajach, podczas gdy wszystkie single znalazły się w pierwszej trzydziestce Global 200 i weszły na listę US Billboard Hot 100. W ramach promocji płyty Jennie wyruszyła na trasę Ruby Experience, serię pięciu kameralnych koncertów w czterech miastach, rozpoczynającą się 6 marca oraz wystąpiła na Coachella Valley Music and Arts Festival.

## Geneza
W grudniu 2023 ogłoszono, że Jennie założyła własną wytwórnię płytową, Odd Atelier, po odejściu z YG Entertainment na rzecz działalności solowej. Podczas gościnnego występu w The Seasons: Lee Hyo-ri's Red Carpet w styczniu 2024 Jennie ujawniła, że jej celem jest wydanie w tym roku pełnometrażowego albumu. Południowokoreańskie serwisy informacyjne poinformowały w marcu tego samego roku, że wyda nowy album w czerwcu.Odd Atelier zaprzeczyło plotkom, stwierdzając, że Jennie obecnie pracuje nad albumem bez zaplanowanej daty premiery. Po ich kwietniowej współpracy „Spot!” z 2024 roku południowokoreański raper Zico ujawnił Billboardowi, że miał „okazję zajrzeć do demówek solowych utworów Jennie, które mają zostać wydane” i że było „tak wiele dobrych”. W maju 2024 r., podczas Met Gali Sleeping Beauties: Reawakening Fashion, rozmawiała z Vogue i zapowiedziała swój nadchodzący album, stwierdzając: „Mam też o wiele więcej do zaoferowania wraz z moim albumem, mrugnięcie, mrugnięcie”. 20 czerwca tego samego roku zaprezentowano reklamę wideo z udziałem Jennie dla Beats Solo Buds, zawierającą jej solowy utwór, który prawdopodobnie znajdzie się na jej nadchodzącym albumie. W piosence rapuje do trapowego beatu o odzyskaniu swojej narracji i stanięciu w swojej obronie.
We wrześniu 2024 roku ogłoszono, że Jennie podpisała kontrakt płytowy z Columbia Records we współpracy z Odd Atelier. W artykule na okładce Harper's Bazaar z października 2024 roku opowiedziała o swoich doświadczeniach podczas pracy nad albumem, przyznając, że była w studiu, przeglądając teksty i „tnąc, tnąc, tnąc” wokale „od rana do wieczora”. W kolejnym miesiącu ogłosiła, że album zostanie wydany w 2025 roku, za pośrednictwem posta Weverse. Jennie jeszcze bardziej zapowiedziała premierę albumu w 2025 roku w świątecznym filmie z pozdrowieniami w Boże Narodzenie 2024 roku, stwierdzając, że osiągnęła „zadowalające wyniki po 11 miesiącach pracy” i że będzie to „po trochu wszystkiego dla każdego; to jak bufet dla was, chłopaki”. W styczniu 2025 roku Jennie pojawiła się w artykule na okładce magazynu Billboard, gdzie omawiała przygotowania do albumu, stwierdzając, że jest „prawie tam” pod względem jego wydania.

## Kompozycja
Ruby składa się z piętnastu utworów i zawiera występy Childisha Gambino, Doechii, Dominica Fike'a, FKJ, Dua Lipy i Kali Uchis. Jennie nagrała album głównie po angielsku i opisała go jako sposób na „po raz pierwszy wniesienie siebie do świata”. Intencją artystki było dopełnienie siebie na płycie jako „Jennie Ruby Jane, aby to była cała osoba”, odnosząc się do imienia alter ego, które wymyśliła, gdy mieszkała w Nowej Zelandii jako dziecko. Album został zainspirowany sztuką Williama Szekspira Jak wam się podoba z 1599 i porusza tematy „narodzin, miłości, wiary i szczytu”. Zainspirowana aspektem sztuki, okładka przedstawia Jennie otwierającą kurtynę teatralną, co symbolizuje początek nowego rozdziału w jej karierze muzycznej. Koncepcja siedmiu etapów życia Szekspira z Jak wam się podoba znalazła oddźwięk u piosenkarki i skłoniła ją do eksploracji tych emocji na albumie, od „niewinności i miłości po siłę, refleksję i dziedzictwo”. Miała nadzieję zainspirować inne młode kobiety tym albumem, a jednym z jego kluczowych przesłań było „zrozumieć i bronić [tego], kim jesteś”.

## Produkcja i muzyka
Po zakończeniu trasy koncertowej Born Pink World Tour zespołu Blackpink we wrześniu 2023 r. Jennie założyła w listopadzie własną niezależną wytwórnię Odd Atelier i rozpoczęła pracę nad albumem na początku 2024 roku. Nagrała „99%” projektu w Los Angeles oraz musiała poświęcić czas na zbudowanie nowej sieci kreatywnej i spotkania z producentami i autorami. Artystka przyznała, że zajęło jej kilka miesięcy „rzucanie się tam, wchodzenie do pomieszczeń wypełnionych nowymi ludźmi”, aż trafiła na „dobrą grupę ludzi, z którymi nawiązała kontakt dźwiękowy i jako przyjaciele”. Udało jej się znaleźć swoje brzmienie i trafiła na piosenkę „Mantra”, która stała się głównym singlem albumu.
Jennie opisała album jako obejmujący „szeroki wachlarz gatunków”. Na płycie wykorzystała mieszankę różnych stylów wokalnych, stwierdzając: „Bawię się wieloma różnymi gatunkami i elementami — tutaj rapuję, tutaj śpiewam, tutaj harmonizuję, tutaj mówię...” Jennie podjęła praktyczne podejście do produkcji albumu, aby „skuteczniej przekazać swoją tożsamość i nieskończony potencjał muzyczny”.

## Promocja i wydanie
21 stycznia 2025 Jennie oficjalnie ogłosiła wydanie swojego debiutanckiego albumu studyjnego Ruby na 7 marca 2025. Ogłoszeniu towarzyszyła oficjalna okładka albumu, a także 33-sekundowy zwiastun, który ujawnił listę zaproszonych artystów. Zapowiedziano również wersję albumu znaną jako „Jennie Only Audio” bez zaproszonych artystów. 25 stycznia na YouTube opublikowano teledysk do „Zen”. 18 lutego Jennie ujawniła listę utworów z albumu. 27 lutego wydała sampler albumu, w którym piosenkarka wystąpiła w różnych koncepcjach wizualnych na tle fragmentów piosenek z albumu.

### Single
„Mantra” została wydana jako główny singiel albumu 11 października 2024. Piosenka odniosła sukces komercyjny, osiągając pierwsze miejsce w Hongkongu i na Tajwanie oraz odpowiednio drugie i trzecie miejsce na liście Billboard Global Excl. US i Global 200. Piosenka osiągnęła również trzecie miejsce na liście Circle Digital Chart w Korei Południowej oraz znalazła się w pierwszej dziesiątce w Indonezji, Malezji, Filipinach, Singapurze i na Bliskim Wschodzie. Drugi singiel zatytułowany „Love Hangover” z udziałem Fike został wydany 31 stycznia 2025, który osiągnął 29. miejsce na liście Billboard Global 200 i 35. miejsce na liście Circle Digital Chart. Trzeci singiel z albumu, „ExtraL” z udziałem Doechii, został wydany 21 lutego, osiągając 18. miejsce na liście Billboard Global 200 i 42. miejsce na liście Circle Digital Chart.
„Like Jennie” został wydany jako czwarty singiel wraz z wydaniem albumu 7 marca 2025. Był komercyjnym sukcesem i osiągnął pierwsze miejsce w Hongkongu i Malezji, trzecie miejsce na liście Circle Digital Chart oraz odpowiednio trzecie i piąte miejsce na listach Billboard Global Excl. US i Global 200. „Handlebars” został wysłany do amerykańskiego radia z przebojami jako piąty singiel z albumu 11 marca i został wydany we włoskim radiu przez Sony Music Italy trzy dni później. Teledysk został wydany 10 marca. Utwór osiągnął 21. miejsce na liście Billboard Global 200 i 68. miejsce na liście Circle Digital Chart.

## Krytyczne przyjęcie
| Oceny łączne           | Oceny łączne |
| Publikacja             | Ocena        |
| ---------------------- | ------------ |
| Album of the Year      | 77/100       |
| Metacritic             | 74/100       |
| Recenzje               |              |
| Publikacja             | Ocena        |
| AllMusic               | [ 48 ]       |
| Clash                  | 9/10         |
| laut.de                | [ 50 ]       |
| NME                    | [ 51 ]       |
| Northern Transmissions | 7.7/10       |
| Pitchfork              | 7.1/10       |
| Rolling Stone          | [ 1 ]        |

Ruby otrzymał generalnie pozytywne recenzje od krytyków. Według agregatora recenzji Metacritic, Ruby otrzymało „generalnie pozytywne recenzje” na podstawie ważonej średniej oceny 74 na 100 z pięciu ocen krytyków. Album otrzymał cztery z pięciu gwiazdek od Crystal Bell z NME, która pochwaliła Ruby za pokazanie charyzmy Jennie, „pewnych siebie” intencji artystycznych i skali wokalnej. Maria Letícia L. Gomes z magazynu Clash określiła album jako „podniecający do słuchania”, który poszerzył kunszt Jennie. Podobnie Maria Sherman z Associated Press pochwaliła płytę za „ambitny i błyszczący” wysiłek w eksploracji różnych aspektów osobowości Jennie, nazywając Ruby „kalejdoskopem różnych dźwięków [..] pełnym niespójnych, wypolerowanych przyjemności”. W recenzji dla Rolling Stone Maura Johnston przyznała Ruby trzy i pół z pięciu gwiazdek, podsumowując ją jako „szybko rozwijającą się dobrą zabawę” z jej „imponującą zdolnością do dowodzenia” gatunkiem R&B-pop. Przedstawiając bardziej mieszaną recenzję, Jon Caramanica z The New York Times pochwalił Ruby za eksplorację dźwiękową, ale skrytykował jej współpracę za brak chemii.

## Sukces komercyjny
4 marca 2025 poinformowano, że Ruby zgromadził 450 000 zamówień w przedsprzedaży na całym świecie. Album sprzedał się w ponad milionie egzemplarzy w pierwszym tygodniu od premiery i znalazł się w pierwszej dziesiątce w 19 krajach, w tym w Korei Południowej, Australii i Stanach Zjednoczonych. W Korei Południowej album sprzedał się w ponad 660 000 egzemplarzy w pierwszym tygodniu, zgodnie z danymi z Hanteo Chart, co oznacza najwyższą sprzedaż albumu w pierwszym tygodniu solowej artystki k-pop w 2025 roku. Zadebiutował również na drugim miejscu na Circle Album Chart, odnotowując 595 900 sprzedanych egzemplarzy w ciągu dwóch dni śledzenia. W Australii album zadebiutował na drugim miejscu na ARIA Albums Chart, za Mayhem Lady Gagi. Dzięki temu debiutowi Ruby zrównała się z Rosie koleżanki z zespołu Rosé jako najlepiej notowanym albumem solistki k-pop na liście. Pozycja ta była trzecim albumem Jennie w pierwszej dwójce w Australii po The Album i Born Pink Blackpink. W Wielkiej Brytanii Ruby zadebiutowała na trzecim miejscu na UK Albums Chart, wyprzedzając Rosie Rosé jako najlepiej notowany album solistki k-pop na liście. Zrównała się również z Golden Jung Kooka jako najlepiej notowany album solistki k-pop. Jennie wcześniej znalazła się w pierwszej dwójce z albumami Blackpink The Album i Born Pink. W Stanach Zjednoczonych Ruby zadebiutowała na siódmym miejscu na liście Billboard 200 ze sprzedażą 56 tys. egzemplarzy równoważnych albumowi w pierwszym tygodniu. Z tej liczby 26,5 tys. to sprzedaż albumów, co zaowocowało debiutem albumu na drugim miejscu na liście Billboard Top Album Sales. Album osiągnął również 29 tys. albumów równoważnych strumieniowaniu (z 39,93 miliona oficjalnych strumieni na żądanie), co doprowadziło do debiutu na 13. miejscu na liście Billboard Top Streaming Albums i 500 albumów równoważnych utworom. Dzięki temu debiutowi Jennie została trzecią członkinią Blackpink, której album znalazł się w pierwszej dziesiątce w USA, po Rosie autorstwa Rosé i Alter Ego autorstwa Lisy.

## Lista utworów
| Lista utworów albumu Ruby | Lista utworów albumu Ruby                         | Lista utworów albumu Ruby | Lista utworów albumu Ruby                               | Lista utworów albumu Ruby |
| Nr                        | Tytuł utworu                                      | Tekst | Produkcja                                               | Długość                   |
| ------------------------- | ------------------------------------------------- | --- | ------------------------------------------------------- | ------------------------- |
| 1.                        | „Intro: Jane” (wraz z FKJ)                        | Jennie · Vincent Fenton | FKJ                                                     | 1:38                      |
| 2.                        | „Like Jennie”                                     | Jennie · Tayla Parx · Amanda "Kiddo A.I." Ibanez · Zico · Thomas Pentz · Jorge Alfonso Sr.                                     | Diplo · Leclair · Jorge                                 | 2:03                      |
| 3.                        | „Start a War”                                     | Jonas Jeberg · Ramus Søegren · Jelli Dorman · Kuk Harrell                                                                      | Jeberg · Søegren · Sam Homaee · Dorman                  | 2:45                      |
| 4.                        | „Handlebars” (gośc. Dua Lipa)                     | Lipa · Rob Bisel · Amy Allen · Brittany Amaradio · James Ghaleb                                                                | Bisel · Ido Zmishlany                                   | 3:04                      |
| 5.                        | „With the IE (Way Up)”                            | Jennie · Dwayne Abernathy Jr. · Dorman · Jose Fernando Arbex Miro                                                              | Dem Jointz                                              | 2:43                      |
| 6.                        | „ExtraL” (gośc. Doechii)                          | Jennie · Jaylah Hickmon · Abernathy · Alexis Andrea Boyd · Sorana Pacurar                                                      | Dem Jointz                                              | 2:47                      |
| 7.                        | „Mantra”                                          | Jennie · Billy Walsh · Jumpa · Claudia Valentina · Elle Campbell · Dorman · Serban Cazan · Zikai                               | El Guincho · Cazan · Dorman · Jumpa                     | 2:16                      |
| 8.                        | „Love Hangover” (gośc. Dominic Fike)              | Fike · Carly Gibert · Zmishlany · Blaise Railey · Megan Bülow · Devin Workman                                                  | Jennie · Zmishlany                                      | 3:00                      |
| 9.                        | „Zen”                                             | Jennie · Dorman · Asheton Hogan · Bibi Bourelly · Kirsten Spencer                                                              | Pluss                                                   | 3:21                      |
| 10.                       | „Damn Right” (gośc. Childish Gambino, Kali Uchis) | Jennie · Donald Glover · Karly-Marina Loaiza · Jean Day Jr. · Samuel Gloade · Michael Williams II · Bourelly · Ariowa Irosogie | Trubeatzz · 30 Roc · Mike Will Made It                  | 3:50                      |
| 11.                       | „F.T.S.”                                          | Jennie · Hogan · Bourelly · Gibert · Christopher Newlin                                                                        | Pluss · Gage                                            | 2:32                      |
| 12.                       | „Filter”                                          | Boyd · Pacurar · Abernathy · Carmen Reese                                                                                      | Dem Jointz                                              | 2:31                      |
| 13.                       | „Seoul City”                                      | Jennie · Myles Harris · Braylin Bowman · Xeryus Gittens · Williams · Bourelly · Gibert                                         | MoneyGoForMyles · Resource · Xeryus · Mike Will Made It | 2:44                      |
| 14.                       | „Starlight”                                       | Jennie · Hogan · Armel Potter · Williams · Bourelly · Irosogie                                                                 | Pluss · Melz · Mike Will Made It                        | 2:48                      |
| 15.                       | „Twin”                                            | Jennie · Bourelly · Newlin · Williams                                                                                          | Gage · Mike Will Made It                                | 3:28                      |
|                           |                                                   | |                                                         | 41:30                     |

Uwagi
- Fizyczne wersje albumu mają alternatywną kolejność wyświetlania, podobnie jak solowe wersje „Handlebars”, „ExtraL”, „Love Hangover” i „Damn Right”[21].
- W czystych wersjach albumu „F.T.S.” jest wykluczony z listy utworów.
- „With the IE (Way Up)” zawiera próbkę „Jenny from the Block”, napisaną przez Jose Fernando Arbex Miro i wykonaną przez Jennifer Lopez z udziałem Jadakissa i Stylesa P z The Lox.

## Twórcy
Opracowane na podstawie Tidal.
|  | - Jennie – wokal (wszystkie utwory) - FKJ – programowanie, syntezator (1. utwór) - Amanda "Kiddo A.I." Ibanez – wokal w tle (2. utwór) - Chris O'Ryan – wokal w tle (2. utwór) - Tayla Parx – wokal w tle (2. utwór) - Jonas Jeberg – programowanie, wszystkie instrumenty (3. utwór) - Ramus Søegren – programowanie, wszystkie instrumenty (3. utwór) - Sam Homaee – programowanie, wszystkie instrumenty (3. utwór) - Jelli Dorman – wokal w tle (3., 7., 9., 10. utwór), programowanie (8. utwór) - Dua Lipa – wokal (4. utwór) - Rob Bisel – programowanie, bass, dzwonki, pianino, syntezator, wokal w tle (4. utwór) - Aaron Sterling – bęben, perkusja (4. utwór) - Shelby Epstine – dzwonki (4. utwór) | - James Alan – pianino (4. utwór) - Amy Allen – wokal w tle (4. utwór) - Delacey – wokal w tle (4. utwór) - Doechii – wokal (6. utwór) - El Guincho – programowanie, klaskanie, bęben, keyboard, perkusja, bas syntezatorowy, syntezator (7. utwór) - Dominic Fike – wokal (8. utwór) - Ido Zmishlany – programowanie, bass, klawikord, bęben, keyboard, organy, wokal w tle (8. utwór) - Will Lamoureux – skrzypce, altówka (8. utwór) - Blaise Railey – wokal w tle (8. utwór) - Carly Gibert – wokal w tle (8. utwór) - Megan Bülow – wokal w tle (8. utwór) - Childish Gambino – wokal (10. utwór) - Kali Uchis – wokal (10. utwór) |

|  | - FKJ – miksowanie (1. utwór) - Serban Ghenea – miksowanie (utwory: 2–4, 6–8) - Bryce Bordone – asystent w miksowaniu (utwory: 2–4, 6–8) - Manny Marroquin – miksowanie (5., 9., 12., 14. utwór) - Jaycen Joshua – miksowanie (10., 11., 13., 15. utwór) - Mike Seaberg – miksowanie (10., 11., 13., 15. utwór) - Will Quennell – mastering (utwory: 1–5, 7–15) - Chris Gehringer – mastering (6. utwór) - Eunkyung Jung – nagrywanie (2., 14., 15. utwór) - Jonas Jeberg – nagrywanie (3. utwór) - Ramus Søegren – nagrywanie (3. utwór) - Cameron Poole – nagrywanie, realizacja wokalna (4. utwór) - Delacey – nagrywanie, realizacja wokalna (4. utwór) - Chris O'Ryan – realizacja wokalna (2., 4., 6. utwór), inżynieria wokalna (6. utwór) - Kuk Harrell – nagrywanie, inżynieria wokalna, realizacja wokalna (utwory: 3, 4, 7–10) - Jelli Dorman – inżyneria (3., 4., 10., 11. utwór); inżynieria wokalna, realizacja wokalna (utwory: 3, 4, 7–10) | - Dem Jointz – nagrywanie (5., 6., 12. utwór), realizacja wokali (5., 12. utwór) - Jayda Love – nagrywanie (6. utwór) - Devin Workman – nagrywanie, inżynieria wokalna, realizacja wokali (8. utwór) - Gage – recording (11., 12., 14. utwór) - Aaron Sterling – inżynieria (4. utwór) - Jackson Card – inżynieria (4. utwór) - Rob Bisel – inżynieria, nagrywanie (4. utwór) - Jennifer Ortiz – inżynieria (6. utwór) - Noah Gottdenker – inżynieria (8. utwór) - Donald Glover – inżynieria (10. utwór) - Morgan Jones – asystent w nagrywaniu (4. utwór) - Ramiro Fernandez-Seoane – asystent w nagrywaniu (14. utwór) - Anthony Vilchis – asystent inżynierii (5. utwór) - Trey Station – asystent inżynierii (5., 14. utwór) - Chris Bhikoo – asystent inżynierii (13. utwór) - Jacob Richards – asystent inżynierii (13. utwór) |

## Notowania

### Pozycje na listach tygodniowych
| Kraj          | Lista                    | Pozycja |
| ------------- | ------------------------ | ------- |
| Polska (ZPAV) | OLiS – albumy            | 4       |
| Polska (ZPAV) | OLiS – albumy w streamie | 7       |
| Polska (ZPAV) | OLiS – albumy fizycznie  | 4       |

## Historia wydania
| Region | Data         | Format                                     | Wytwórnia              | Źr.           |
| ------ | ------------ | ------------------------------------------ | ---------------------- | ------------- |
| Różnie | 7 marca 2025 | CD · kaseta · digital download · streaming | Odd Atelier · Columbia | [ 63 ] [ 67 ] |